# 7365 Sejong
7365 Sejong eller 1996 QV1 är en asteroid i huvudbältet som upptäcktes den 18 augusti 1996 av den japanska astronomen Kazuro Watanabe vid JCPM Sapporo. Den är uppkallad efter Sejong den store.